# Krakatice
Krakatice Teuthida A. Naef, 1916 je řád hlavonožců. Mohou dorůstat až délky 10 metrů. Jejich existence byla prokázána v roce 1857.